# Буквар дечјих права
Буквар дечјих права је књига Љубивоја Ршумовића која представља јединствен „превод“ Конвенције о правима детета УН на језик детета. Прво издање објављено је 1995. године. Књига је објављена као пројекат организације Пријатељи деце. Илустрације су дело Добросава Боба Живковића. Буквар је преведен на енглески, италијански, мађарски, румунски, ромски, словачки и македонски језик.

## Конвенција о правима детета УН иБуквар дечјих права
Конвенција  о правима детета је ступила на снагу 1990. године, пошто ју је потписало 20 земаља укључујући и СФРЈ. Конвенцију су ратификовале, тј. прихватиле као обавезујућу, 192 од 194 државе чланице УН-а; преостале две су Сомалија и САД које су је само потписале. Ниједна друга конвенција УН о људским правима није била прихваћена тако брзо и са тако очигледним одобравањем као Конвенција о правима детета.
Конвенција УН o правима детета обавезује земље потписнице да на адекватан начин упознају и децу са одредбама овог прописа. Љубивоје Ршумовић је то учинио на песнички начин, деци разумљиво, наводећи најважније чланове конвенције у стиховима.
Ршумовић је причао да  нико није био заинтересован да штампа такав буквар, ни у тадашњој Југославији, ни у Србији и да је игром случаја колегиница и активсткиња шведске организације “Save the children“' Ана Книгли обезбедила финансијска средства. Тада је почела штампа "Буквара дечјих права".
Стихове прати анкета у којој деца београдских основних школа коментаришу поједине чланове Конвенције. То чине и два лика, драматуршки и психолошки вешто уведена: Мргуд, који старомодно негира да деца имају било каква права, и Доктор за проблеме, који је на страни деце, и који их храбри да се и сама боре за своја права. 
Књигу прате два методичка уџбеника: „Шта да се ради“ аутора Проф. Иве Ивића, и „Како да се ради“ Љубице Бељански Ристић, који упућуји учитеље и наставнике у школама како са децом креативно да обрађују теме из ове књиге.
За Буквар дечјих права, Ршумовић је добио награду UNESCA, на светском конкурсу за књигу која пропагира мир и толеранцију.

## Радионице
У оквиру бројних радионица, Буквар дечјих права користи се као изванредно средство за развијање свести код деце о њиховим правима и одговорностима, као и за развијање саосећања за оне којима су та права ускраћена. Деца на занимљив и шаљив начин, кроз форму сукоба Мргуда и Доктора за проблеме, главних актера књиге, стичу основна знања из области права и одговорности.